# Fotoionizare

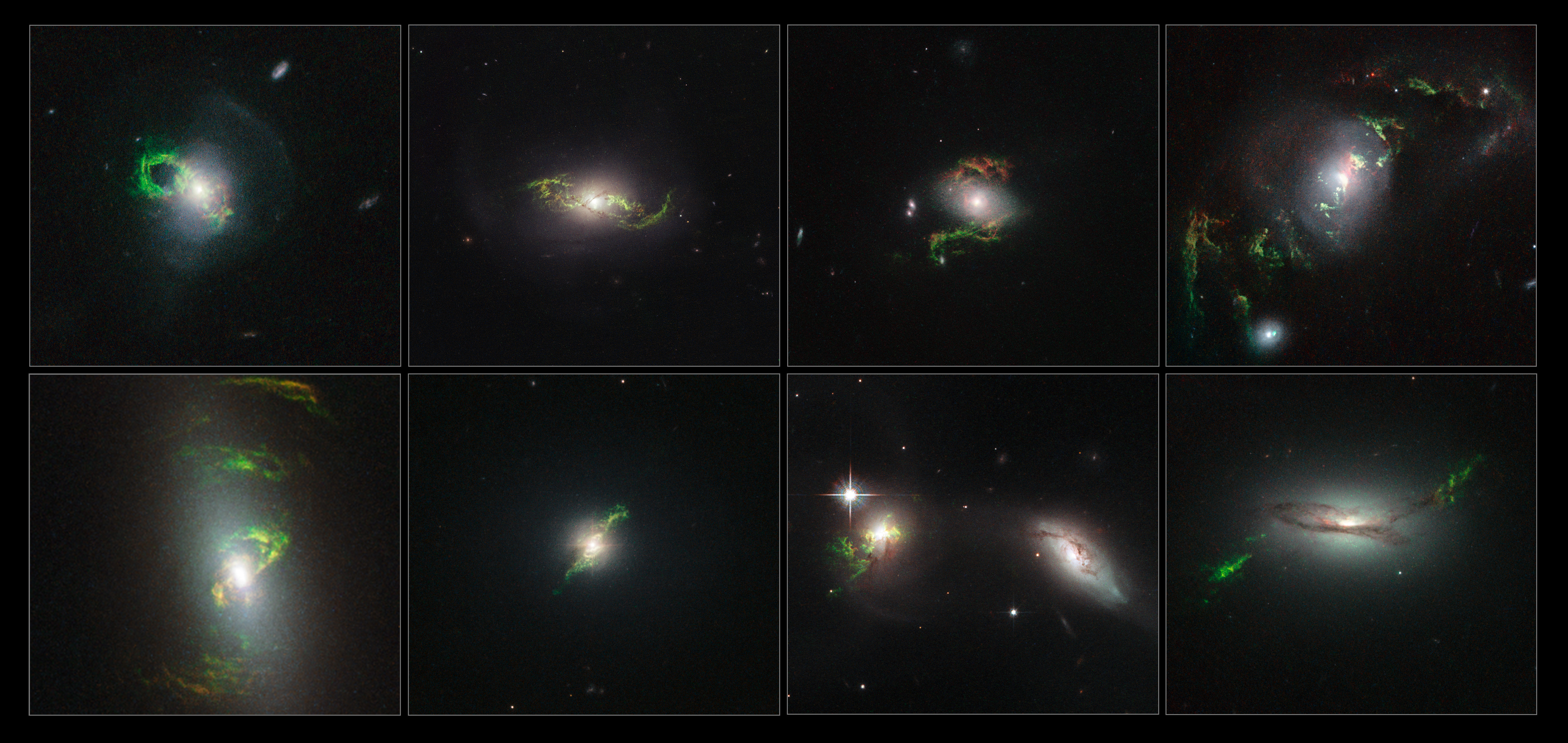
Fotoionizarea în spațiul cosmic.

Fotoionizarea este procesul fizic prin care se formează un ion în urma interacțiunii unui foton cu un atom sau o moleculă.